# The Wizard of Evergreen Terrace
«The Wizard of Evergreen Terrace» —«El mago de Evergreen Terrace» en España y «El mago de la Terraza Por Siempre Verde» en Hispanoamérica— es el segundo episodio de la décima temporada de Los Simpson, emitido por primera vez en Estados Unidos el 20 de septiembre de 1998 en la cadena FOX y visualizado en unos 7.95 millones de hogares. El argumento se centra en Homer, quien sufre una crisis de mediana edad al darse cuenta de que aún no ha hecho nada por lo que ser recordado. Es por ello que, tras hacer un exhaustivo estudio sobre la obra de Thomas Edison, decide convertirse en inventor para seguir sus pasos y así hacer que su vida merezca la pena.
La idea de la trama vino de Dan Greaney, quien pidió a John Swartzwelder que la considerara para un episodio. Mientras estaba en proceso de dirección, Mark Kirkland visitó el museo de Edison en Nueva Jersey con tal de obtener mejor inspiración para varias escenas del capítulo que tienen lugar en tal edificio. Por su parte, William Daniels fue la estrella invitada en esta ocasión, al ponerle la voz a KITT, de la serie Knight Rider. Además, la crítica aclamó el episodio en su mayor parte, incluida la interpretación de Daniels.

## Sinopsis
Homer queda impactado al oír en un programa de radio que escucha mientras conduce que la esperanza de vida de los hombres estadounidenses es de 76.2 años en promedio, por lo que, al tener más de 38, se da cuenta de que la mitad de su vida ya ha pasado. Cuando Marge le recuerda que en realidad tiene 39, su situación motivacional empeora aún más, ya que se percata de que no ha conseguido ninguna hazaña que merezca la pena y por la que ser recordado cuando muera. Al respecto, su familia trata de animarle mostrándole en una película algunos de sus logros, así como una serie de televisión de la que es muy seguidor. Cuando el proyector deja de funcionar, Lisa le explica a su padre que lo inventó Thomas Edison, igual que muchos otros objetos. En ese momento, Homer empieza a investigar la vida de esa persona y acaba por idolatrarle, lo que le hace dimitir de su puesto en la central nuclear y querer convertirse en inventor.

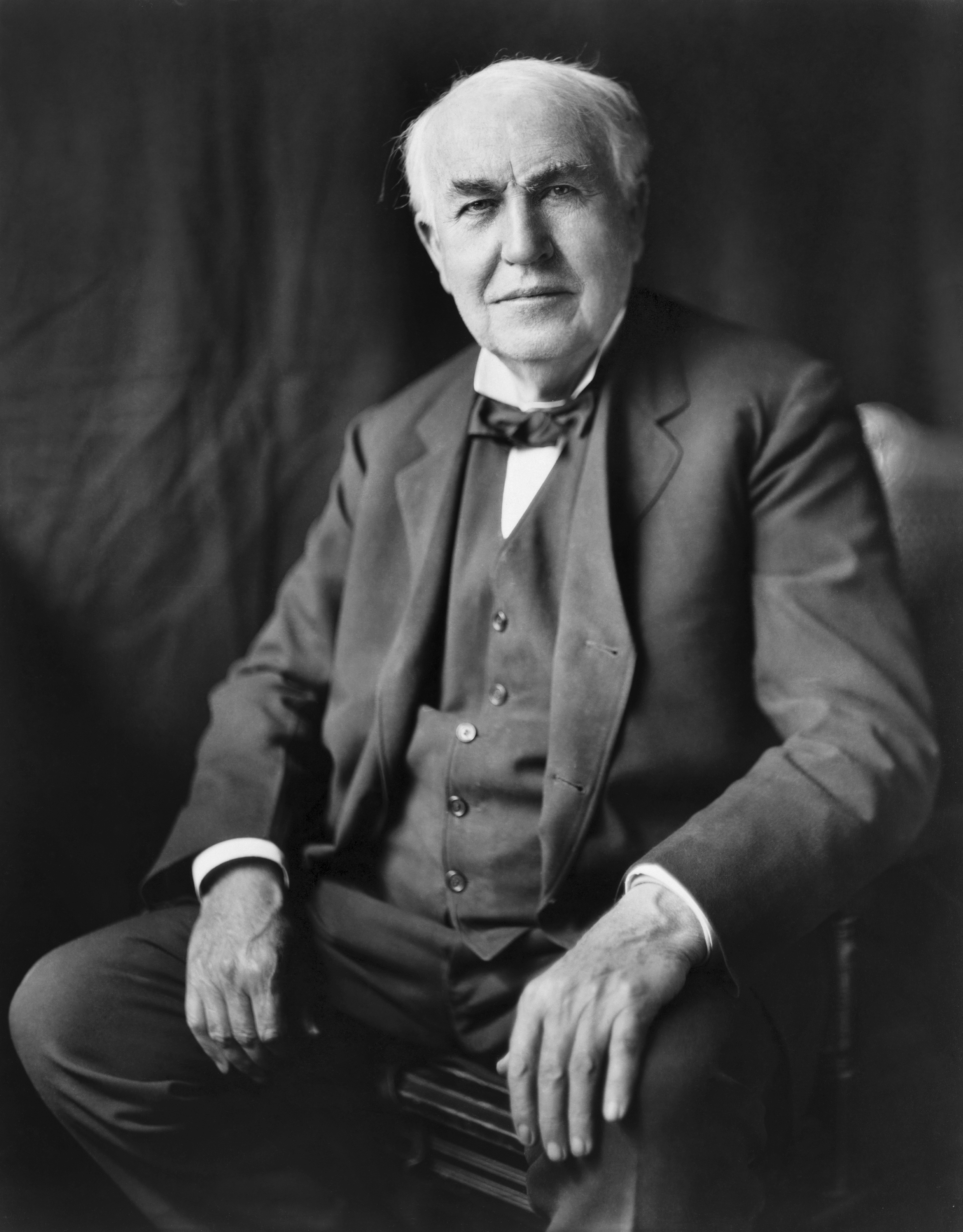
Homer comienza a trabajar como inventor, tras haber leído exhaustivamente sobre la vida de Thomas Edison.

Homer se pone con su nuevo trabajo y desarrolla algunos inventos, como una alarma que suena cada tres segundos cuando todo está bien, una escopeta que dispara maquillaje a la cara de las mujeres, un martillo eléctrico y un sillón reclinable que tiene un retrete incluido. Sin embargo, sus familiares no reciben bien esos objetos y vuelve a decepcionarse al sentirse incapaz de haber desarrollado inventos con éxito. Esta situación cambia cuando descubre que a su familia le encanta una silla a la que Homer le añadió unas patas desplegables de forma que, cuando se echa hacia atrás, nunca llega a volcar. Aun así, más adelante se da cuenta de que en un dibujo de Edison ya aparecía esa silla, pero Bart se percata de que esta no se encuentra en el inventario de objetos diseñados por el científico y que probablemente nadie sepa que la inventó él. Por lo tanto, Homer y Bart acuden al museo que tiene en su honor en Edison, Nueva Jersey, con el martillo eléctrico para destrozar esa silla. Poco antes de empezar con ello, Homer se da cuenta de un póster en el que Edison se comparaba con Leonardo da Vinci, al igual que él hacía lo propio con el inventor estadounidense. Finalmente, Homer decide no romper la silla y sugiere ir a destruir los inventos de Da Vinci, pero, al señalarle Bart que ese museo está en Italia, propone hacerlo con los de Eli Whitney.
Homer y Bart vuelven a Springfield sin darse cuenta de que se han olvidado el martillo eléctrico. Mientras la familia está viendo las noticias en la televisión, Kent Brockman anuncia que tanto la silla como el martillo han sido encontrados en el museo y sus descubrimientos son atribuidos a Edison, lo que generaría millones de beneficios para los ya ricos herederos del inventor. Después de que Lisa se queje de que ese dinero debería ser de Homer, el padre comenta que es bueno que al menos esté sentado en el sillón con retrete incluido.

## Producción
John Swartzwelder escribió el guion de «The Wizard of Evergreen Terrace», ya que tenía un acuerdo con la productora de Los Simpson para escribir diez guiones para la décima temporada. Aunque él fue quien se encargó de la redacción, la idea del episodio vino de Dan Greaney, quien basó la cansina admiración de Homer hacia Edison en él mismo cuando tenía esa intensa simpatía hacia alguien de la vida real, de forma que incordiaba y aburría con detalles de la persona en cuestión; según lo que dijo en el comentario en DVD del episodio: «La relación de Homer con los logros de Thomas Edison es una versión de mi propia experiencia de intentar comunicar la experiencia de [las] cosas que amas para conducir a la gente a la locura». La idea de la silla que no se puede volcar también vino de Greaney; mientras trabajaba en el episodio, se recostaba hacia atrás y acababa cayéndose, por lo que se le ocurrió que sería bueno añadirle unas patas extra. Los que se encontraban en la sala de guionistas escucharon esto último y concluyeron que sería un buen invento de Homer. Poco después de que se le ocurriera el argumento, Greaney se lo comentó a Swartzwelder, por lo que este último lo escribió en un guion; Greney dijo al respecto: «No podría [ni] en mis mejores sueños haber acabado tan bien como lo hizo si [el guion] lo hubiese escrito yo».
Por otra parte, Mark Kirkland fue el encargado de la dirección del episodio, quien recuerda que cuando acudió a la lectura previa del guion, el personal estaba «divertidísimo» y podían decir que «iba a ser uno bueno». Fue el último cortometraje que se produjo mientras aún estaba en desarrollo la novena temporada y, debido a que necesitaron varios meses para completar este proceso para un solo capítulo, tuvieron que emitirlo como posposición durante la décima temporada. Asimismo, se decidió que «The Wizard of Evergreen Terrace» sería el primero en emitirse de la nueva temporada, por lo que el Museo de Ciencia y Tecnología en Los Ángeles, California, albergó la ceremonia anual de inauguración en ese entonces, ya que era una tradición realizar algún evento con la temática del primer episodio. No obstante, para ese momento ya se había lanzado «Lard of the Dance».
Kirkland mencionó que su asistente de dirección, Matthew Nastuk, fue una importante influencia para la realización del capítulo, ya que estuvo plenamente involucrado con la animación debido a que se había criado en Nueva Jersey, donde se encuentra la exposición sobre Edison a la que acuden Bart y Homer. Para ayudar a que el museo pareciese lo más auténtico posible, tanto Kirkland como Nastuk acudieron al edificio personalmente y tomaron un gran número de fotografías que llevaron después al estudio de animación. En un momento del episodio, Homer escribe complejas fórmulas matemáticas en una pizarra que, gracias a un contacto de David X. Cohen con un profesor del Instituto de Tecnología de Massachusetts, son reales, tal y como deseaba el equipo de producción.

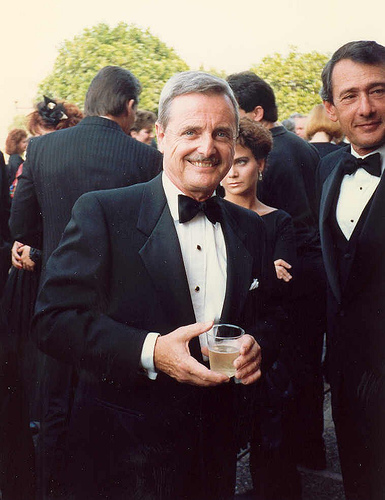
William Daniels fue la estrella invitada del episodio, al ponerle la voz a KITT, su personaje en la serie Knight Rider.

Por otro lado, destaca la estrella invitada William Daniels como KITT, y fue la primera vez que hizo la voz del coche fuera de la franquicia Knight Rider. En la secuencia donde participa, el coche aparece caminando por un desierto y le dice a Homer: «Hola Homer. Soy yo, KITT, de la [serie de] televisión Knight Rider. Tu familia me ha pedido que te invite a un muy especial...», acto en el que el proyector se incendia y no se escucha el final de la frase, por lo que deja a Homer aún más deprimido. Al respecto, comentó Daniels: «Cuando le dije a mi hijo en Nueva York que iba a estar en Los Simpson, ¡pensé que era la primera vez en la que [mi hijo] estaba impresionado con lo que estaba haciendo! Los Simpson es un gran programa y estoy muy contento de que pensaran en KITT [para] uno de sus chistes».